# Troglohyphantes gamsi
Troglohyphantes gamsi là một loài nhện trong họ Linyphiidae.
Loài này thuộc chi Troglohyphantes. Troglohyphantes gamsi được Christa L. Deeleman-Reinhold miêu tả năm 1978.